# Bactra
Pour l'antique cité afghane de Bactra, voir Balkh.
Genre
Bactra est un genre d'insectes de l'ordre des lépidoptères (papillons) et de la famille des Tortricidae.

## Liste des espèces rencontrées en Europe
- Bactra (Bactra) bactrana (Kennel, 1901)
- Bactra (Bactra) furfurana (Haworth, 1811)
- Bactra (Bactra) lacteana Caradja, 1916
- Bactra (Bactra) lancealana (Hübner, 1799)
- Bactra (Bactra) robustana (Christoph, 1872)
- Bactra (Bactra) suedana Bengtsson, 1989
- Bactra (Chiloides) venosana (Zeller, 1847)
- Bactra (Nannobactra) legitima Meyrick, 1911
- Bactra (Nannobactra) minima Meyrick, 1909